# Bazuka
Bazuka (anglicky bazooka podle jména trumpety sestrojené z harampádí, kterou používal ve 30. letech 20. století americký komik Bob Burns, od bazoo, slangově „ústa“) byla první moderní ruční protitanková zbraň, která byla sestrojena ve Spojených státech amerických. Byla vyvíjena již od roku 1933, ale její vývoj skončil až roku 1941, přičemž sériová výroba byla zahájena o rok později. K prvnímu bojovému použití bazuky došlo v listopadu 1942 při vylodění spojenců na severu Afriky.
První typ bazuky byl nazván Bazooka I M1. Jednalo se o zbraň ráže 60 mm, která měla trubkové vedení o délce 1 550 mm a vážila 5,71 kg. Ze zbraně byla vypouštěna raketa s kumulativní hlavicí, která byla schopna probíjet pancíř o tloušťce 60 mm. Postupně bylo vyrobeno několik typů, které měly mírně rozdílnou účinnost střelby a dosahu. Účinná střelba byla ideální do 110 m, ale mířená střelba byla možná i na 300 m. Hlavici poháněl k cíli raketový trubkový motor o průměru 26 mm (není to bezzákluzový kanon). Střely byly odpalovány elektricky z baterie v pažbě zbraně, později pomocí indukčního generátoru.
Do konce druhé světové války byla bazuka několikrát modernizována a došlo k vývoji nového typu, který měl ráži 88,9 mm. Tyto zbraně, které nesly označení Bazooka II M 20, se dostaly do výzbroje armády USA koncem čtyřicátých let. Dokázaly probít pancíř o síle až 280 mm a byly používány zejména v korejské válce v letech 1950 - 1953. Licenčně byly vyráběny i ve Velké Británii pod označením „Britská Bazooka“.
Pozn.: Je občas zaměňována s PIAT.

## Technické údaje

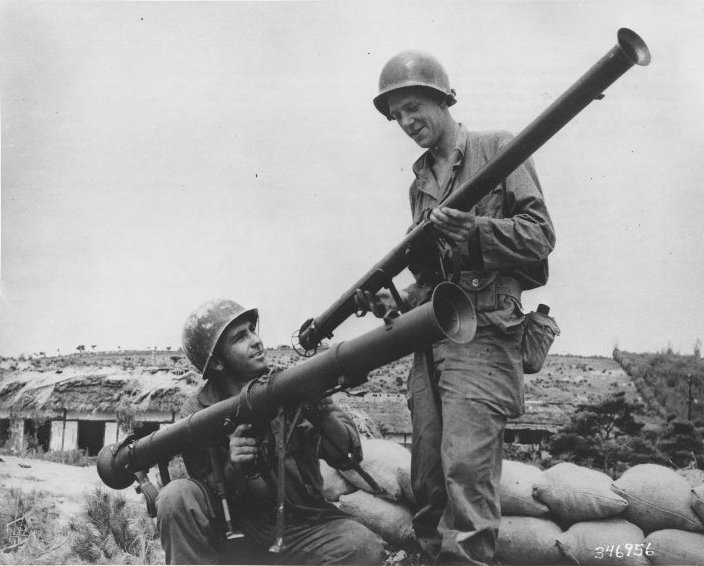
Bazooka v Koreji

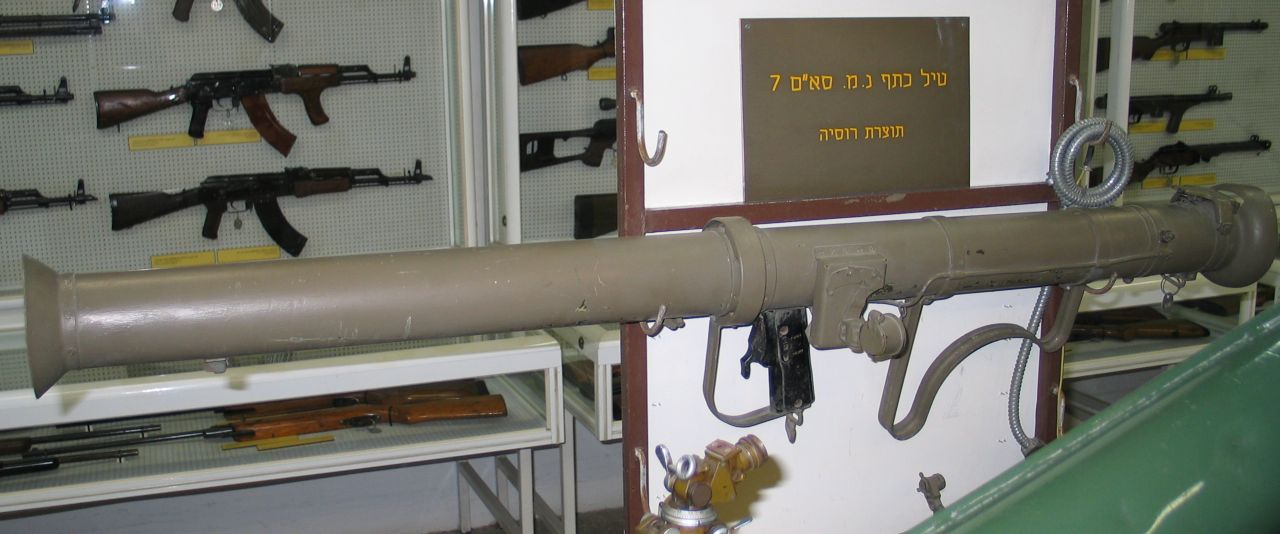
Bazooka vystavená v izraelském Batey ha-Osef Museum

Typ Bazooka I
- Ráže: 60 mm
- Váha zbraně: 5,71 kg
- Váha střely: 1,54 kg
- Délka zbraně: 1550 mm
- Maximální dostřel: 640 m
- Účinný dostřel: 110 m
- Počáteční rychlost: 81 m/s
- Síla probíjeného pancíře: 75 mm
- Rychlost střelby: 4 střely/min.
- Obsluha: 2 muži

Typ Bazooka II
- Ráže: 88,9 mm
- Váha zbraně: 7 kg
- Váha střely: 3,65 kg
- Délka zbraně: 1540 mm
- Maximální dostřel: 900 m
- Účinný dostřel: 200 m
- Počáteční rychlost: 104 m/s
- Síla probíjeného pancíře: 280 mm
- Rychlost střelby: 3–4 střely/min.
- Obsluha: 2 muži